# Апеллий
Апе́ллий (Апелле́с, Апелл) (др.-греч. Ἀπελλῆς — относящийся к собранию; I век) — апостол из числа семидесяти, епископ Ираклийский (Фракийский). Память в Православной церкви совершается 4 (17) января и 31 октября (13 ноября), в Католической церкви — 31 октября.
Апостол Павел, приветствуя Апеллия в Послании к Римлянам, называет его испытанным во Христе (Рим. 16:10). По преданию, Апеллий был епископом в Гераклее Фракийской и Смирне.